# Brachyntheisogryllacris buyssoniana
Brachyntheisogryllacris buyssoniana är en insektsart som först beskrevs av Griffini 1912.  Brachyntheisogryllacris buyssoniana ingår i släktet Brachyntheisogryllacris och familjen Gryllacrididae.

## Underarter
Arten delas in i följande underarter:
- B. b. kurseonga
- B. b. buyssoniana